# Lejeunea pallescens
Lejeunea pallescens är en bladmossart som beskrevs av William Mitten. Lejeunea pallescens ingår i släktet Lejeunea och familjen Lejeuneaceae. Inga underarter finns listade i Catalogue of Life.